# Iglesia Nuestra Señora Del Carmen (Calabozo)
La Iglesia Nuestra Señora Del Carmen se ubica en el este de la plaza de Los Obispos, en el casco histórico de Calabozo, Venezuela, como es también conocida, Plaza Las Mercedes. Fue construida en el siglo XVIII, haciéndolo el tercer templo de antigüedad de la ciudad de Calabozo, después de la Catedral de Todos los Santos y la Iglesia de Las Mercedes.

## Historia
Su construcción fue iniciada en 1835 por José Ramón García y fue bendecida en 1846 por el presbítero Bernardino Orta. El diseño arquitectónico de estilo neoclásico destaca por sus tres naves, un presbiterio con cúpula cuadrada y una torre de campanario. La fachada principal presenta dos cuerpos, con columnas pareadas y accesos cerrados con portones de madera. En el segundo cuerpo se destaca un frontón triangular con un relieve de la Virgen del Carmen y pináculos decorativos.
El origen se remonta a mediados del siglo XIX, ha sido reconsiderado a partir de investigaciones en el Archivo Histórico de la Arquidiócesis de Caracas. A finales del siglo XVIII, un grupo de vecinos nombró a Don Demetrio Montiel Mayordomo interino de la Virgen de Nuestra Señora del Carmen. Más tarde, obtuvo el nombramiento oficial como Mayordomo de la iglesia. Montiel y otros vecinos crearon una imagen de la Virgen, pero Montiel construyó una imagen más grande que se convirtió en el centro del culto a la Virgen del Carmen en Calabozo. Esta imagen fue trasladada a la Iglesia Parroquial en 1801 y luego a la actual Catedral Metropolitana. Estos hallazgos aportan nuevos elementos a la historia de la iglesia y su origen